# Wiesław Czyż
Wiesław Stanisław Czyż (ur. 2 maja 1927 w Lublinie, zm. 8 kwietnia 2017) – polski fizyk-teoretyk, profesor nauk fizycznych, nauczyciel akademicki Uniwersytetu Jagiellońskiego, członek rzeczywisty Polskiej Akademii Nauk.

## Życiorys

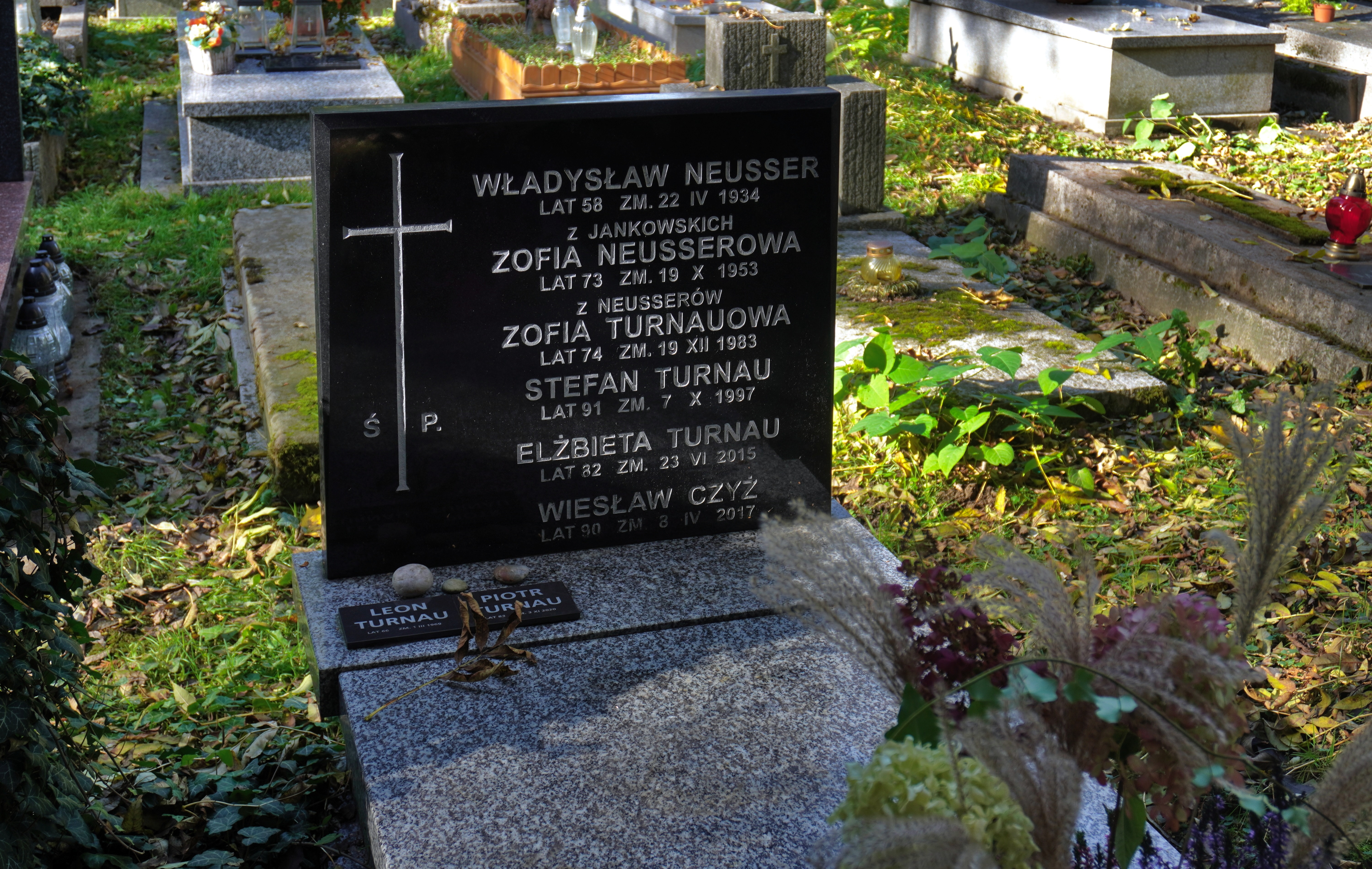
Grób prof. Wiesława Czyża na Cmentarzu Rakowickim w Krakowie

W 1948 ukończył studia matematyczne na Uniwersytecie Marii Curie-Skłodowskiej w Lublinie, następnie rozpoczął pracę w Instytucie Fizyki Uniwersytetu Jagiellońskiego, tam w 1956 obronił pracę doktorską z fizyki. Od 1955 pracował w Instytucie Fizyki Jądrowej PAN, tam habilitował się w 1961, w 1967 został profesorem nadzwyczajnym, w 1972 profesorem zwyczajnym. W IFJ kierował Zakładem Fizyki Teoretycznej. W 1988 powrócił do pracy w Instytucie Fizyki UJ i do 1997 był zatrudniony w Zakładzie Teorii Cząstek. W latach 1973–1990 był redaktorem naczelnym pisma Acta Physica Polonica A, w latach 1990-1993 pisma Acta Physica Polonica B.
Należał do współtwórców krakowskiej szkoły teoretycznej fizyki wysokich energii. Był prekursorem badań nad zderzeniami ciężkich jonów. Był m.in. współautorem tzw. modelu zranionych nukleonów, używanego do opisu wysokoenergetycznych zderzeń protonów i ciężkich jąder. Był prekursorem badań nad nowym stanem materii, powstającym w czasie relatywistycznych zderzeń ciężkich jonów, który nazwano plazmą kwarkowo-gluonową.
Od 1973 był członkiem korespondentem, od 1983 członkiem rzeczywistym Polskiej Akademii Nauk, od 1989 członkiem czynnym Polskiej Akademii Umiejętności.
Był odznaczony Krzyżem Kawalerskim (1966), Krzyżem Oficerskim (1977) i Krzyżem Komandorskim Orderu Odrodzenia Polski (2005). Pochowany na cmentarzu Rakowickim w Krakowie.